# Beauvais Oise Université Club
Il Beauvais Oise Université Club è una società pallavolistica maschile francese con sede a Beauvais: milita nel campionato di Ligue A.

## Storia
Il club nasce nel 1974 per iniziativa dell'Università di Beauvais; successivamente approda in Pro A. Dopo l'esordio, nel 2003, le sue prestazioni sono andate migliorando; nel 2008, vincendo la sua prima Coppa di Francia, ha ottenuto per la prima volta la qualificazione alla Champions League.

## Rosa 2015-2016
| N° | Nome                    | Ruolo | Data di nascita   | Nazionalità sportiva |
| -- | ----------------------- | ----- | ----------------- | -------------------- |
| 1  | Julien Gatineau         | L     | 6 dicembre 1995   | Francia              |
| 2  | Anthony Nowak           | C     | 14 febbraio 1995  | Francia              |
| 3  | Romain Valdenaire       | P     | 26 luglio 1994    | Francia              |
| 4  | Gert van Walle          | S/O   | 7 agosto 1987     | Belgio               |
| 6  | Kévin Rodriguez         | C     | 13 novembre 1994  | Francia              |
| 7  | Gary Gendrey            | C     | 30 novembre 1985  | Francia              |
| 8  | Jiří Král               | C     | 8 luglio 1981     | Rep. Ceca            |
| 9  | Ondřej Hudeček          | S     | 9 maggio 1981     | Rep. Ceca            |
| 10 | Dejan Vinčić            | P     | 15 settembre 1986 | Slovenia             |
| 11 | Jordan Marie-Antoinette | S     | 24 dicembre 1993  | Francia              |
| 12 | Philipp Kroiss          | L     | 2 marzo 1988      | Austria              |
| 13 | Bertrand Coulon         | S     | 10 marzo 1995     | Francia              |
| 14 | Romain Bonon            | P     | 27 febbraio 1988  | Francia              |
| 15 | Roland Gergye           | S     | 24 febbraio 1993  | Ungheria             |
| 17 | Gustavo Delgado         | S     | 21 gennaio 1986   | Spagna               |

## Palmarès
- Coppa di Francia: 1

2007-08